# Синяя шапочка
«Синяя Шапочка» (укр. Синя Шапочка) — украинский мультипликационный фильм по мотивам шотландских сказок, режиссёра Натальи Чернышевой, снятый в 1998 году по заказу Министерства культуры и искусств Украины.
Премьера фильма состоялась в рамках международного фестиваля мультипликационных фильмов «КРОК».

## Сюжет
В один из неудачных для рыбной ловли дней, рыбак отправился в лес вырубить дерево для новой лодки. Однако и здесь ему не повезло — еле унёс ноги от стаи голодных волков — дерево, на которое он влез, под тяжестью падает и давит собой хищников.
Укрыться из тёмного леса и ночной грозы ему удаётся в доме с тремя странными старушками. Только им показалось, что мужик задремал, как надели они синие шапочки, проговорили заклинание и исчезли. Мужик решился повторить действия старух и очутился в винном подвале. Тут-то он отвёл он душу. Веселье длилось до тех пор, пока в подвал не пожаловал хозяин — епископ, который пришёл в ярость от неслыханной дерзости мужика и распорядился казнить воришку через сожжение на костре.
Будучи привязанным к столбу, мужик взмолился о последнем желании — отправиться на тот свет в своей любимой синей шапочке. Просьбу выполняют, а мужик тут же произносит заклинание и оказывается на берегу у родной лачуги.
А из столба, по всей вероятности, и получится желанная новая лодка…

## О мультфильме
По аналогии со своими предыдущими работами, Наталья Чернышева выступила в этом фильме режиссёром, постановщиком и художником-постановщиком

Фильм сделан по мотивам шотландских сказок, со свойственным этим сказкам и Наталье Чернышевой юмором. Добрый, славный и веселый фильм. Грустно лишь от того, что премьеры в нашей жизни становятся событием не в силу талантливого воплощения творческих идей, а в силу их невероятной редкости.— Светлана Короткова в «Зеркале недели» от 10 января 1999

## Создатели
- Звукорежиссёр: Леонид Мороз
- Директор съёмочной группы: В. Килинский